# 第31回ニューヨーク映画批評家協会賞
第31回ニューヨーク映画批評家協会賞は、1965年の優秀な映画に贈られた賞である。

## 受賞
- 作品賞：
  - ダーリング

- 主演男優賞：
  - オスカー・ウェルナー - 愚か者の船

- 主演女優賞：
  - ジュリー・クリスティ - ダーリング

- 監督賞：
  - ジョン・シュレシンジャー - ダーリング

- 外国語映画賞：
  - 魂のジュリエッタ